# 도조 (조선)
도조(度祖, ?~1342년 음력 7월 24일)는 추존왕이다. 추존왕 환조(桓祖)의 아버지이며, 조선의 제1대 왕 태조(太祖)의 조부이다. 이름은 이춘(李椿)이며, 아명은 선래(善來)이다

## 생애
원나라로부터 아버지인 이행리(李行里)의 천호(千戶) 관직 계승하였다. 처음에 박씨(朴氏, 경순왕후)와 혼인하여 두 아들을 낳았는데 이자흥(李子興, 완창대군)과 이자춘(李子春, 환조)이다. 박씨가 사망하자 같은 고려인으로서 부원세력인 쌍성총관(雙城總管) 조양기(趙良琪)의 딸인 조씨(趙氏)와 재혼하고 의주(宜州, 원산)에서 화주(和州, 영흥)로 거주를 옮겼다. 화주로 옮긴 것은 농업과 목축에 편리한 점도 있으나 후처인 조씨가 조휘(趙暉)의 손녀이므로 처가의 정치세력을 이용하려는 목적도 있었다. 그러나 이것은 훗날 이자춘과 조씨의 소생들 사이에 후계자 쟁탈전을 일으키는 계기가 되었다. 조선 개국 이후 1392년(태조 1년) 7월 28일 손자인 태조에 의해 도왕(度王)으로 존호가 올랐고, 1411년(태종 11년) 4월 22일 증손자인 태종 때 종묘의 4실에 존호를 가상하여 시호는 공의성도대왕(恭毅聖度大王) 묘호는 도조(度祖)라 하였다. 능은 함경남도 함흥시에 위치한 의릉(義陵)이며, 아내인 경순왕후의 순릉(純陵)은 함경남도 흥남시에 위치해 있다.

## 설화
조선왕조실록에 실려 있는 설화에 의하면, 어느 날 도조의 꿈에 백룡이 나타나 "나의 거처를 빼앗으려 하는 흑룡을 몰아내 주십시오." 하며 부탁하였다. 도조는 이를 예사 꿈으로 여기고 관심을 두지 않았는데, 얼마 후 꿈에 다시 백룡이 나타나 "공은 어찌 내 말을 생각하지 않습니까?" 하며 와야 할 날짜까지 제시하였다. 이상하게 여긴 도조는 기일에 활과 화살을 들고 약속한 곳으로 갔는데, 그 곳의 못 위에서 백룡과 흑룡이 한참 싸우고 있었다. 도조가 활으로 흑룡을 쏘아 맞히니 흑룡은 못으로 떨어졌다. 뒤에 꿈을 꾸었는데, 백룡은 "장차 자손 중에 큰 경사가 있을 것입니다." 하였다.

## 가계
- 부왕 : 익조대왕
- 모후 : 정숙왕후 최씨
  - 왕후 : 경순왕후 박씨
    - 문혜공주(文惠公主) - 대장군(大將軍) 문인영(文仁永)에게 하가
    - 문숙공주(文淑公主) - 다루가치(達魯花赤) 김마분(金馬粉)에게 하가
    - 완창대군(完昌大君) 이자흥(李子興) 이탑사불화(李塔思不花)
    - 조선 추존왕 환조대왕(桓祖大王) 이자춘(李子春)
    - 완원대군(完原大君) 이자선(李子宣)
    - 완천대군(完川大君) 이평(李平)
    - 완성대군(完城大君) 이종(李宗)
    - 문의공주(文懿公主) - 허중(許重)에게 하가

  - 후처[4] : 조씨(趙氏) - 2남 3녀 낳았다.[5] 쌍성총관(雙城摠管) 조양기(趙良琪)의 딸이다.
    - 이완자불화(李完者不花)
    - 이나해(李那海)